# Hatě (Chvalovice)

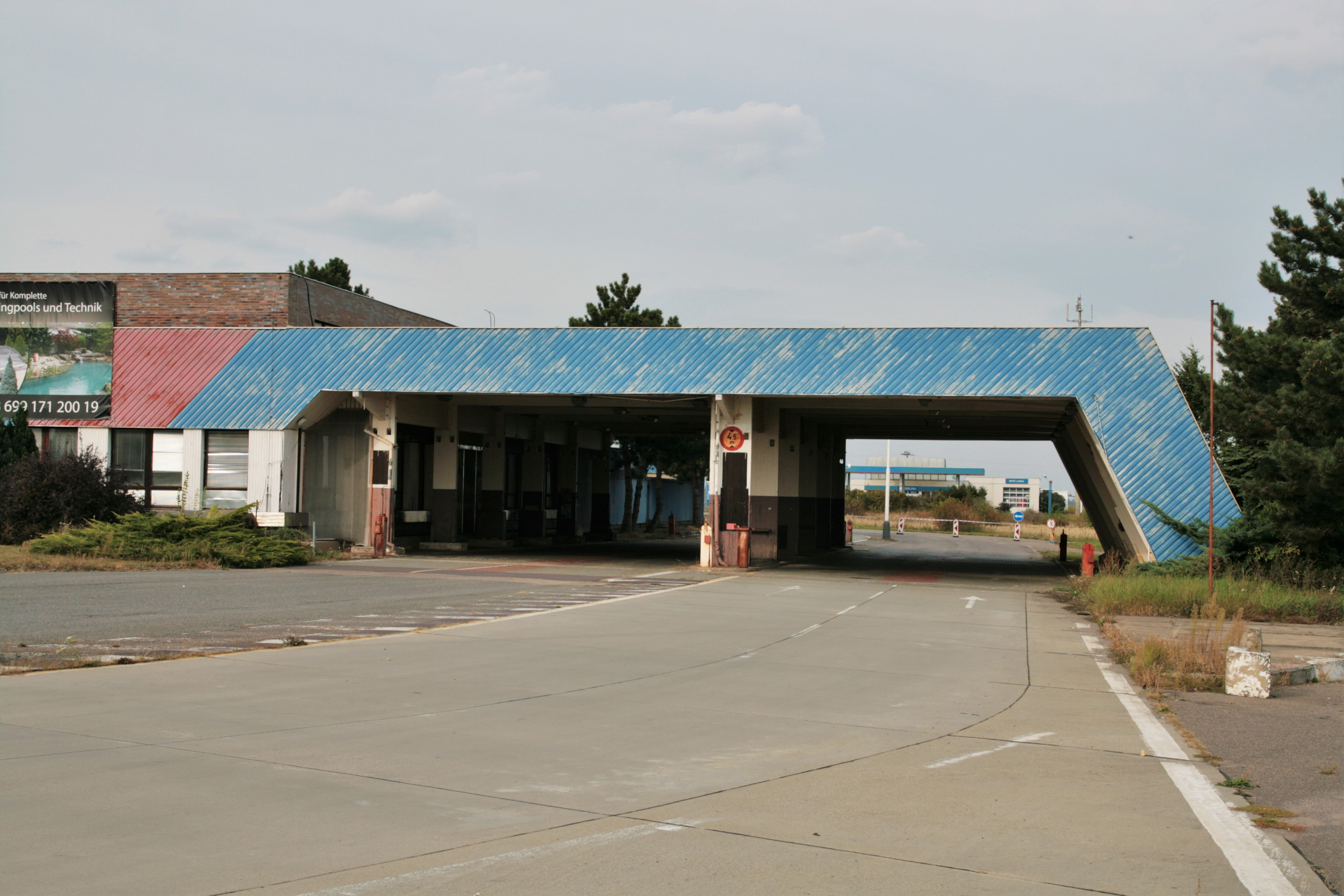
Ehemalige Grenzkontrollanlage

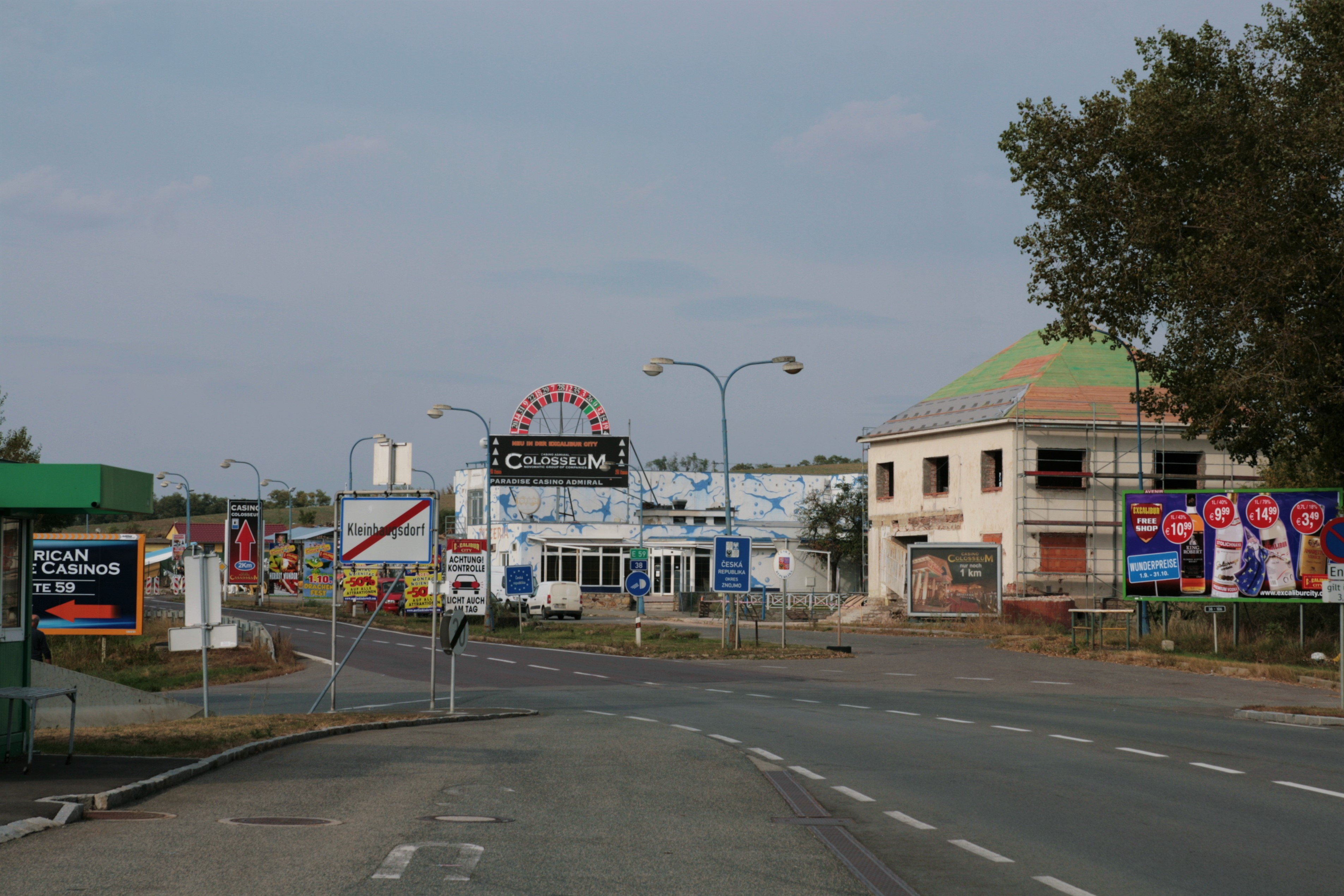
Blick von Kleinhaugsdorf auf Hatě

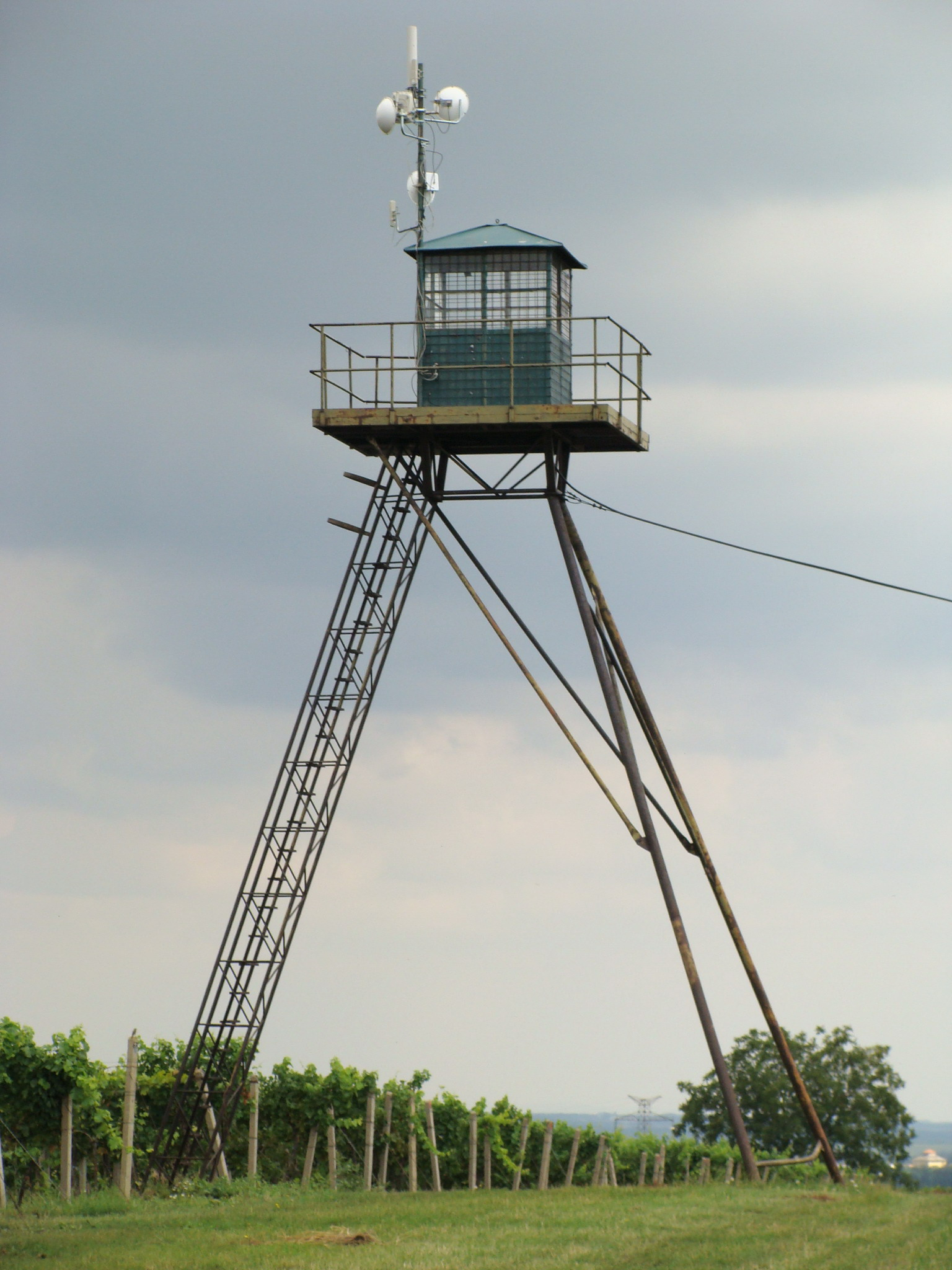
Alter Wachturm an der Grenze

Hatě (deutsch Haid) ist ein Ortsteil der Gemeinde Chvalovice in Tschechien. Er liegt zehn Kilometer südlich von Znojmo gegenüber von Kleinhaugsdorf an der österreichischen Grenze und gehört zum Okres Znojmo. Hatě besteht überwiegend aus dem Gewerbepark mit dem Einkaufs- und Vergnügungs-Center Family City, dem Outlet-Center Freeport und dem Sonderlandeplatz Excalibur (LKEXCA) sowie den ehemaligen Grenzübergangsanlagen.

## Geographie
Hatě befindet sich am Luční potok/Heidgraben in der Znojemská pahorkatina (Znaimer Hügelland). Im Norden erhebt sich der Chvalovický vrch (Hochfeld; 270 m n.m.), östlich der Vinný vrch (Schatzberg, 294 m n.m.), im Südosten die Staré vinice (Altes Weingebirge, 293 m n.m.) und der Heidberg (305 m ü. A.), südlich der Rabenberg (301 m ü. A.), im Südwesten der Schatzberg (304 m ü. A.) und westlich der Šibeničky (283 m n.m.). In Hatě endet die Staatsstraße I/38; die Europastraße 59 setzt sich auf österreichischer Seite als Weinviertler Straße B303 fort.
Nachbarorte sind Chvalovice und Dyjákovičky im Nordosten, Hnízdo im Osten, Ječmeniště, Seefeld, Hadres und Untermarkersdorf im Südosten, Kleinhaugsdorf im Süden, Ragelsdorf, Kleinriedenthal und Kleinhöflein im Südwesten, Unterretzbach im Westen sowie Šatov im Nordwesten.

## Geschichte
An der von Prag über Znaim nach Wien führenden Kaiserstraße war unmittelbar hinter der mährisch-österreichischen Grenze in den Jahren 1821–1822 das Gassendorf Kleinhaugsdorf angelegt worden. Nördlich davon stand auf der Gemarkung Klein Tajax bis zur Mitte des 19. Jahrhunderts lediglich der einschichtige Grenzhof Haid. Etwa in den 1860er Jahren wurde an der Kaiserstraße nördlich des Hofes die Kolonie Haid angelegt. Ab 1890 ist der tschechische Name Hajd nachweislich, er änderte sich um die Jahrhundertwende in Hatě. Im Jahre 1900 lebten in den neun Häusern von Haid 39 Personen; 1910 war die Kolonie auf zehn Häuser angewachsen und hatte 49 Einwohner. Nach dem Ersten Weltkrieg zerfiel der Vielvölkerstaat Österreich-Ungarn, der Ort wurde 1918 Teil der neu gebildeten Tschechoslowakischen Republik. Die aus zehn Häusern und dem Hof bestehende Häusergruppe war Teil der Gemeinde Klein Tajax im Gerichtsbezirk Znaim und erhielt nie den Status eines Ortsteils.  Im Jahre 1930 bestand Haid aus elf Häusern und hatte 41 Einwohner. Nach dem Münchner Abkommen wurde die Siedlung 1938 dem Großdeutschen Reich zugeschlagen und gehörte bis 1945 zum Kreis Znaim. Mit der Eingemeindung von Klein Tajax wurde 1939 auch Haid Teil der Gemeinde Kallendorf, die im Jahr darauf in Schatzberg umbenannt wurde. Nach dem Kriegsende kam Hatě 1945 zur Tschechoslowakei zurück; zugleich erfolgte die Wiederherstellung der alten Verwaltungsstrukturen, die Gemeinde Schatzberg wurde aufgelöst. Die deutschsprachigen Bewohner wurden vertrieben.
Mit der Errichtung der Grenzbefestigungen der Tschechoslowakei im Kalten Krieg erfolgte der Abriss der im „Niemandsland“ zwischen der Grenzlinie und den Sperranlagen gelegenen Kolonie Hatě, lediglich der Hof blieb stehen. Wegen der Bedeutung der Straße als europäische Transitstrecke (E 84) blieb der Grenzübergang Hatě-Kleinhaugsdorf bestehen. Anderthalb Kilometer vor der Grenzlinie entstand eine überdachte Grenzabfertigungsstelle. Bei der Gebietsreform von 1960 wurde Hatě von Dyjákovičky abgetrennt und dem Kataster von Chvalovice zugeschlagen.
Nach der Samtenen Revolution erfolgte am 17. Dezember 1989 beim Grenzübergang Hatě-Kleinhaugsdorf eine symbolische Öffnung des Eisernern Vorhangs durch den Außenminister Jiří Dienstbier und seinen österreichischen Amtskollegen Alois Mock, die mit einem Bolzenschneider den Stacheldraht des Grenzzaunes durchschnitten. Im Jahre 1990 kauften der österreichische Unternehmer Ronnie Seunig und sein tschechischer Kompagnon Jaroslav Vlasák ein Gebäude im „Niemandsland“ an der Europastraße und eröffneten ein Spielcasino, im Jahr darauf einen Duty-free-Shop. 1992 erwarben Seunig und Vlasák eine große Fläche zwischen der Grenze und den Sperranlagen, auf der sie das Einkaufszentrum- und Vergnügungs-Center Excalibur City, 2024 umbenannt in Family City, errichteten, das sukzessive erweitert wurde. Auf dem Areal befinden sich das Hotel Savannah, mehrere Casinos, Restaurants und Nachtklubs. Auch das Gebäude der ehemaligen Zollverwaltung wurde zum Hotel umgebaut.
Seit dem 7. Mai 1997 ist Hatě als Ortsteil von Chvalovice ausgewiesen. Bei der Volkszählung 2001 war Hatě unbewohnt. Beim Zensus von 2011 sind zwei Einwohner und zwei Wohngebäude erfasst.

## Ortsgliederung
Der Ortsteil Hatě ist Teil des Katastralbezirkes Chvalovice.